# António dos Santos Rocha
António dos Santos Rocha (Figueira da Foz, 30 de Abril de 1853 - Figueira da Foz, 28 de Março de 1910) foi um arqueólogo português. 
Concluiu o bacharelato de direito na Universidade de Coimbra em 1875. Exerceu advocacia, mas foi na arqueologia que revelou grande interesse, sendo considerado um dos pioneiros na investigação arqueológica daquela época.  Efetuou diversas explorações arqueológicas sobretudo no concelho da Figueira Foz. A destacar o seu trabalho na estação de Santa Olaia.
É o nome mais importante no grupo de intelectuais figueirenses que cria as condições para, a 6 de Maio de 1894, ser inaugurado o Museu Municipal da Figueira da Foz. É o seu primeiro director. Em 1898 é presidente da Sociedade Arqueológica da Figueira, que cria com alguns companheiros e que, a partir de 1903, passa a chamar-se Sociedade Arqueológica Santos Rocha. Nos seus estatutos, a sociedade propõe-se a fazer pesquisas e escavações, organizar colecções e promover a aquisição e conservação dos monumentos da antiguidade que se descobrissem, assumindo a responsabilidade da divulgação e dando-lhes publicidade. Ainda se comprometia a manter as ligações com a comunidade científica nacional e internacional.